# Шервашидзе, Александра Георгиевна
Княгиня Алекса́ндра (Цуцу) Гео́ргиевна Шерваши́дзе (урождённая княжна Дадиани; 1822—1864) — третья супруга владетельного князя Абхазии Михаила Георгиевича Шервашидзе. Кавалерственная дама ордена Святой Екатерины малого креста (19.02.1841).

## Биография
Княжна Александра Георгиевна родилась в семье князя Георгия Николаевича Дадиани и его супруги Варвары, дочери князя Ислама Дадешкелиани. Её дочь, Варвара Михайловна, в своих воспоминаниях «Мемуары фрейлины императрицы» указывала, что Александра была младшей из двадцати четырёх детей в семье. Дедом княжны по отцовской линии был Диди Нико («Большой Нико») — князь Николай Дадиани, который некоторое время управлял княжеством Мегрелия вместо родственника Левана V Дадиани. 

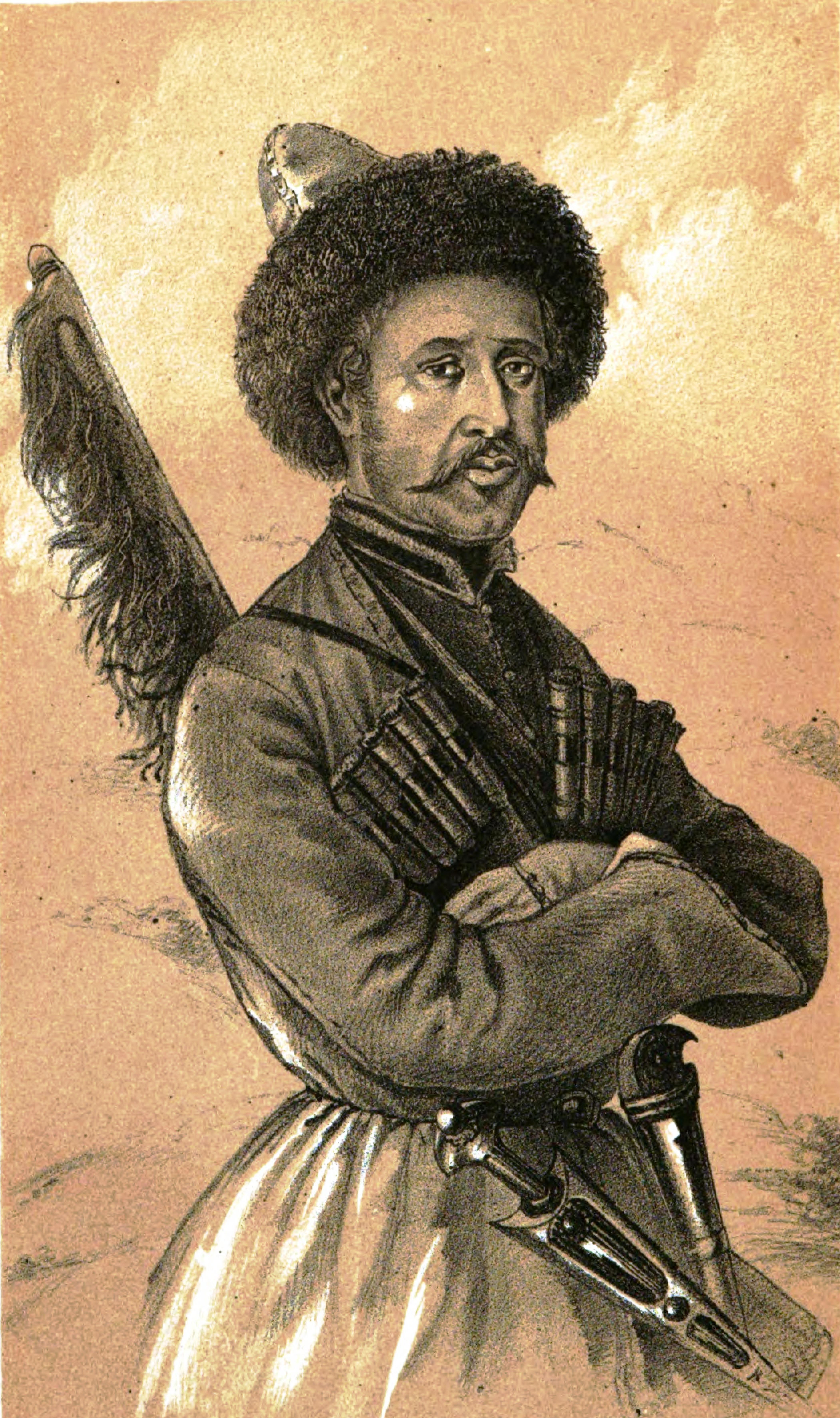
Портрет князя Михаила

В доме своей тётки, Кесарии Шервашидзе, юная княжна Александра Георгиевна встретилась с владетельным князем Михаилом Шервашидзе, который был старше девушки почти на 16 лет. Личная жизнь князя была очень запутана. Его первой женой в 1829 году стала Акая, дочь джигетского князя, воспитывавшаяся под опекой матери Михаила — Тамары. Брак, заключённый по воле княгини, закончился разводом в 1831 году, причём осуществил его духовник Тамары Кациевны без обращения к светским и церковным властям. Принявшая перед свадьбой православие, Акая была отправлена к родителям. Второй супругой князя в 1831 году стала родственница матери, княгиня Мариам (Мария, Меника) Николаевна Церетели, урождённая Дадиани. Брак этот был осуществлён в доме её отца во время путешествия князя Михаила, но на третий день он оставил жену, объясняя отъезд «совершенной разностью характеров и наклонностей». Несмотря на это, 18 января 1836 года в селе Кодори состоялась свадьба князя Михаила и княжны Александры, которая была осуществлена без развода с второй женой и вызвала скандал: барон Г. В. Розен в докладе А. И. Чернышеву назвал её «противозаконной». В письме на имя княгини Тамары Розен писал, что «Михаил совершил бессовестный поступок», и предупреждал: «При сём я нужным считаю присовокупить, брак его никогда не будет признан законным». 6 февраля барон написал военному министру Чернышеву просьбу: поставить в известность императора о поведении князя Михаила, а законной женой считать Марию Николаевну Дадиани. Церковные власти обвинили князя в нарушении канонов, но в итоге второй брак, также заключённый с нарушением правил (свадьба состоялась во время Великого поста без расторжения первого брака), был расторгнут, а брак с Александрой Георгиевной признан законным. Правительство утвердило развод князя с выплатой Мариам Николаевне половины субсидий, получаемой владетелем.
Супруга кутаисского генерал-губернатора Н. П. Колюбакина, Александра Андреевна, в своих воспоминаниях описывает Александру Георгиевну, как «красавицу», в которой «было что-то особенно привлекательное. Её красивое лицо и добрый взгляд носили оттенок постоянной грусти, располагавшей всех в её пользу, и, как мне говорили многие, она была чрезвычайно набожна и с окружающими ласкова». Генерал М. Коцебу писал наместнику Кавказа Н. Муравьёву: «Княгиня Александра, женщина около 30 лет, отличается преданностью правительству, умом, благородными правилами и красотой».
Брак Александры Георгиевны не был счастливым. По воспоминаниям А. А. Колюбакиной, княгиня жаловалась: «Муж мой владетельный князь, он знатен и богат, но невесела жизнь моя; его я почти никогда не вижу, он всегда занят или на охоте, а детей моих, по обычаю края, отнимают у меня тотчас после рождения и отдают чужим людям для кормления грудью и для воспитания». Так, новорожденного сына Георгия отправили в Абжуйскую Абхазию, где супруга правителя Алыбея Шервашидзе, княгиня Кесария Николаевна Дадиани, приложила его к своей груди, положив таким образом конец вражде между двумя ветвями рода Шервашидзе. Младшая дочь, Варвара, была отдана в семью княгини Анчабадзе, сыновья которой были участниками беспорядков в Абхазии. По её воспоминаниям, все дети росли в семьях своих молочных матерей, и свою старшую сестру Тамару она увидела впервые лишь в 21 год.
Княгиня Александра Георгиевна интересовалась политикой, занимая ярко выраженную пророссийскую позицию. 19 февраля 1841 года ей был пожалован орден Святой Екатерины малого креста, «принимая во внимание заслуги Владетеля Абхазии генерал-майора князя Михаила Шервашидзе и преданность его к Российскому Престолу».

7 ноября 1853 года «во время боя фрегата „Флора“ с тремя турецкими пароходами» «жители Бзыбского округа немедленно собрались по приказанию её светлости княгини Александры» …и помешали «туркам сделать высадку войск». В 1855 году генерал В. Бебутов писал военному министру: «Она начала подозревать мужа своего в намерении изменить правительству ещё с осени 1853 года. Доверясь тогда брату владетеля, гвардии полковнику Дмитрию Шарвашидзе, она поручила ему передать вице-адмиралу Серебрякову, находившемуся в то время в Сухуме, что ей известны тайные совещания владетеля в Очамчирах с какими-то подозрительными турками». Александра Георгиевна пользовалась большим авторитетом среди своих подданных. Генерал М. Коцебу отмечал: «Она пользовалась неограниченной привязанностью абхазцев и живя прежде большей частью в Соуксу, управляла всегда во время отсутствия мужа своего Бзыбским округом с таким искусством, что управление её жители предпочитали управлению владетеля». 

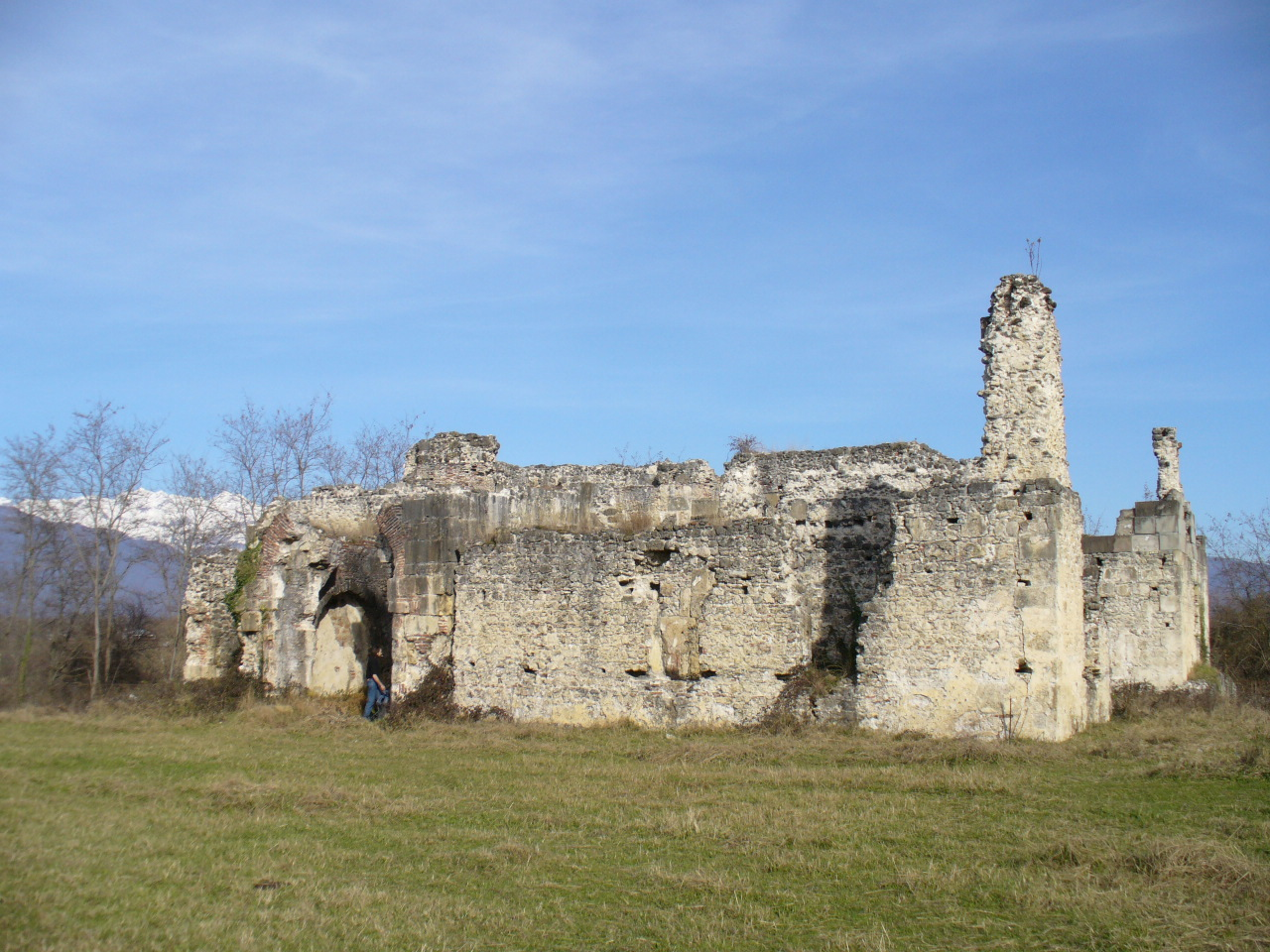
Развалины дворца в Соуксу

Княгиня была очень религиозна. По её пожеланию в селе Моква была восстановлена древняя церковь, в которой впоследствии она и была похоронена.

Княгиня Александра Георгиевна скончалась в 1864 году.
Не находя утешения ни в ком и ни в чем, не предвидя в будущем ничего лучшего, прелестная княгиня Александра, или, как её называли здесь, «Цуцу», замученная горем и тоской, умерла в молодых годах от чахотки. Мне неизвестны подробности её смерти; я знаю только, что она скончалась в Мингрелии, в доме отца своего, и что за несколько месяцев до того она ездила с князем Михаилом на воды за границу; но леченье это не только не повело к выздоровлению её, а напротив ускорило её смерть.

## Семья
В браке родились:
- Тамара Михайловна (1840—1925) — в первом браке супруга князя Николая Элизбаровича Дадиани (1827—1879); во втором с 4.07.1882 года — князя Ноя (Кици) Ивановича Пагава (1857-?).
- Анна Михайловна (1842—1853).
- Николай Михайлович (1844—?).
- Георгий Михайлович (1846—1918) — светлейший князь; женат с 1873 года на Елене (Эло) Эрастовне Андриевской (1846—1913).
- Елена Михайловна (1848—1863).
- Нино Михайловна (1850—1868) — умерла от туберкулёза.
- Михаил Михайлович (1854—1900).
- Варвара Михайловна (1859—1946) — фрейлина, автор мемуаров; в первом браке с 5.11.1889 до 1897 супруга князя Николая Николаевича Цулукидзе (1868—?), во втором с 3.06.1907 года — барона Александра Феликсовича Мейендорфа (1869—1964).

### Комментарии
1. ↑  Согласно старинным абхазским обычаям молочное родство сильнее кровного. Оно должно было прекратить вражду навсегда.
2. ↑  В своих воспоминаниях В. М. Шервашидзе писала: «Я была самой младшей из семерых детей: троих мальчиков и четырёх девочек»